# Mimoza Ahmeti
Pour les articles homonymes, voir Ahmeti.
Mimoza Ahmeti, née en 1963 à Krujë est une écrivaine et poétesse albanaise.

## Biographie
Mimoza Ahmeti fait des études de lettres à l'Université de Tirana. Elle obtient un MBA en système d'information à l'Institut universitaire Kurt Bosch, de Sion, en Suisse et un PhD à l'université Sigmund Freud de Vienne.
Son premier recueil de poésie Bëhu i bukur (Fais-toi beau) paraît en 1986.
En 1994, paraît Delirium, un recueil de 53 poèmes, dont en particulier celui intitulé Tirana, fiévreusement accueilli par la jeune génération et qui la rend très célèbre en Albanie,.
Des poèmes de Mimoza Ahmeti sont traduits en italien, en français, en anglais et en allemand. Elle écrit également des récits et des articles. Elle a travaillé avec certains des festivals de musique albanais, et publié une série "Aktgemälden".
Elle a été candidate pour le Parti démocrate d'Albanie aux élections locales de Tirana en 2001, où elle fut battue.
Ahmeti remporta un prix en 1998 au festival de Sanremo, organisé par Rai Uno. Elle apparaît également dans la seconde édition de la version albanaise de Danse avec les Stars. En 2010 elle est invitée au festival international de littérature de Berlin.

## Œuvres
- Bëhu i bukur (Fais-toi beau), poésie, Tirana, 1986
- Sidomos nesër (Surtout demain), poésie, Tirana, 1988
- Delirium, poésie, Tirana, 1994
- Pjalmimi i luleve (La pollinisation des fleurs), poésie, Ora Botime, Tirana, 2003
- Gruaja haluçinante (La femme hallucinante), roman, Ombra GVG, Tirana,  2006

### Œuvres traduites en français
- Des étoiles dans la bourbe existentielle (Në llumin ekzistencial, yjet) poème trad. par Élisabeth Chabuel, Éditions Imprévues, Collection « Accordéons », 2017
- L'Aéroport du cœur, (Aeroporti i zemrës) poème trad. par Élisabeth Chabuel, Éditions Imprévues, Collection « Accordéons », 2015
- L'Absurde coordinatif (Absurdi koordinatir)  récits, traduit par Edmond Tupja Agnès Pareyre, Paris, 2002  (ISBN 978-2-914732-03-1)
- Histoire du ciel poèmes trad. par Alexandre Zotos in : Prosateurs & poètes d'Albanie La main de singe n°17, Éditions Comp'Act, 1995
- Ca Va Albanie, Paris, La promenade, 1998
- Personne Belle, roman, traduit par Ada Prizreni, 1997,  (ISBN 8846700538 et 978-8846700537)